# Klaus Nohlen
Klaus Nohlen (* 1945 in Bretten) ist ein deutscher Bauforscher.

## Lebenslauf
Nach dem Abitur am humanistischen Gymnasium in Karlsruhe begann Nohlen 1966 an der Universität Karlsruhe das Studium der Architektur, das er 1972 mit dem Diplom abschloss. Schon als Student war er an Ausgrabungen und photogrammetrischen Aufnahmen in Griechenland, Italien und der Türkei beteiligt. 1972 war er mit Wolfgang Radt und Andreas E. Furtwängler bei der Ausgrabung des Felsheiligtums Kapıkaya bei Pergamon tätig. 1979 wurde er mit der Arbeit Baupolitik im Reichsland Elsaß-Lothringen zum Dr.-Ing. promoviert. 1975/76 erhielt Nohlen das Reisestipendium des Deutschen Archäologischen Instituts (DAI). Ebenfalls beim DAI war er von 1977 bis 1990 Referent für Bauforschung an der Abteilung Istanbul. Von 1977 bis 1994 hatte er einen Lehrauftrag für Bauaufnahme am Ausbildungszentrum des Europarats für Handwerker im Denkmalschutz in Venedig inne. Die Restaurierungsarbeiten am Trajaneum in Pergamon leitete er von 1979 bis 1994. Von 1990 bis zu seinem Ruhestand 2008 war er Professor an der Fachhochschule Wiesbaden mit den Lehrgebieten Baugeschichte, Bauaufnahme und Bauerhaltung/Denkmalpflege. Zudem war Nohlen Gastprofessor an der École pratique des hautes études in Paris und hält Vorträge und Seminare an zahlreichen in- und ausländischen Hochschulen.
Klaus Nohlen ist als Gutachter in Fragen der Denkmalpflege und Bauerhaltung an archäologischen Grabungsstätten in Deutschland, Frankreich, Israel, der Türkei, Syrien, Weißrussland und Georgien tätig. Er ist Mitglied in zahlreichen wissenschaftlichen Gesellschaften, darunter der Koldewey-Gesellschaft, und korrespondierendes Mitglied des Deutschen Archäologischen Instituts.

## Veröffentlichungen (Auswahl)
- mit B. Schlüter: Topographische Karte von Pergamon 1:2.500. Deutsches Archäologisches Institut Karlsruhe 1974.
- mit Wolfgang Radt: Kapıkaya, ein Felsheiligtum bei Pergamon. (= Altertümer von Pergamon Bd. 12). de Gruyter Berlin 1977.
- Baupolitik im Reichsland Elsaß-Lothringen 1871-1918. Die repräsentativen Staatsbauten um den ehemaligen Kaiserplatz in Straßburg. Mann, Berlin 1982.
- The 'Red Hall' in Pergamon. In: Helmut Koester (Hrsg.): Pergamon. Citadel of the Gods. Archaeological Record, Literary Description and Religious Development (= Harvard Theological Studies 46). 1998, S. 77–110.